# Fernana

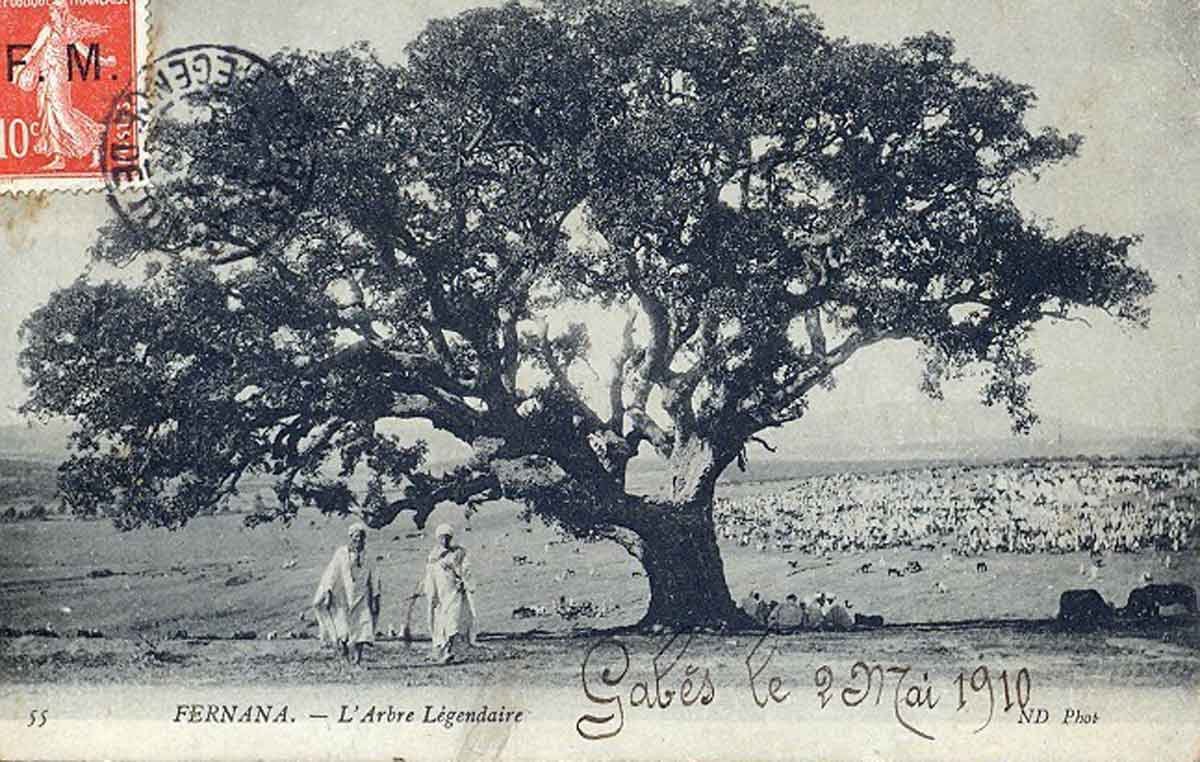
Arbre à palabres.

Fernana (arabe : فرنانة) est une ville située au Nord-Ouest de la Tunisie, à une trentaine de kilomètres au sud de Tabarka sur la route GP17, entre Aïn Draham et Jendouba, et à proximité du site antique de Bulla Regia.
Rattachée au gouvernorat de Jendouba, elle constitue une municipalité comptant 3 831 habitants en 2014 ; elle est aussi le chef-lieu d'une délégation comptant 52 690 habitants en 2006.

## Histoire
Fernana tire son nom de l'exploitation du chêne-liège (fernane).
La ville joue un rôle durant la conquête française de la Tunisie, lorsque la colonne Logerot l'atteint le 6 mai 1881 pour appuyer la division Delebecque.

## Culture
La cavalerie est une partie intégrante du patrimoine de Fernana de par son appartenance à la région de Kroumirie.
Cette bourgade organise tous les dimanches un souk qui draine l'activité commerciale de la région. Elle organise par ailleurs en juillet 2022 un festival de théâtre francophone pour les jeunes et les enseignants.